# Loxothysanus
Loxothysanus es un género de plantas fanerógamas perteneciente a la familia de las asteráceas. Comprende 3 especies descritas y solo 2 aceptadas.

## Taxonomía
El género fue descrito por  Benjamin Lincoln Robinson y publicado en Proceedings of the American Academy of Arts and Sciences 43(2): 43. 1907. La especie tipo es: Loxothysanus sinuatus (Less.) B.L. Rob. 	

## Especies aceptadas
A continuación se brinda un listado de las especies del género Loxothysanus aceptadas hasta junio de 2012, ordenadas alfabéticamente. Para cada una se indica el nombre binomial seguido del autor, abreviado según las convenciones y usos.
- Loxothysanus pedunculatus Rydb.
- Loxothysanus sinuatus (Less.) B.L.Rob.